# ويليام مورغان شيبارد
ويليام مورغان شيبارد (بالإنجليزية: William Morgan Sheppard )‏ (و. 1932 – 2019 م) هو مؤدي أصوات، وممثل مسرحي، وممثل أفلام بريطاني، ولد في لندن، بدأ مشواره المهني سنة 1962، توفي في لوس أنجلوس، عن عمر يناهز 87 عاماً.

## التعليم
تعلم في الأكاديمية الملكية للفنون المسرحية، في تخصص تمثيل (1956–1958).

## وصلات خارجية
- ويليام مورغان شيبارد على موقع IMDb (الإنجليزية)
- ويليام مورغان شيبارد على موقع روتن توميتوز (الإنجليزية)
- ويليام مورغان شيبارد على موقع ميوزك برينز (الإنجليزية)
- ويليام مورغان شيبارد على موقع قاعدة بيانات برودواي على الإنترنت (الإنجليزية)
- ويليام مورغان شيبارد على موقع ديسكوغز (الإنجليزية)
- ويليام مورغان شيبارد على موقع قاعدة بيانات الفيلم (الإنجليزية)
- ويليام مورغان شيبارد على موقع كينوبويسك (الروسية)
- ويليام مورغان شيبارد في قاعدة بيانات الأفلام على الإنترنت